# Pchjongčchang
Pchjongčchang (romanizováno Pyeongchang, korejsky 평창군 – Pchjŏngčchang-gun) je jihokorejský okres v provincii Kangwon. V okrese k roku 2013 žilo 43 666 obyvatel. Nachází se v horách Tchebek ve vzdálenosti 180 km východně od Soulu.
V okrese Pchjongčchang se nachází Lyžařské středisko Jongpchjong, kde se konají závody Světového poháru v alpském lyžování. V roce 2018 se zde konaly Zimní olympijské hry 2018 a Zimní paralympijské hry 2018.

## Geografie
Terén je členitý, 84 % okresu pokrývají hory s průměrnou výškou 750 m n. m.
Vlastní město Pchjongčchang se rozkládá v nadmořské výšce kolem 300 m n. m., město Tegwalljong – hlavní dějiště zimních olympijských her v roce 2018 – se nachází ve výšce mezi 700-800 m n. m., ale některá letoviska v jeho katastru se nacházejí i ve výšce kolem 1000 m n. m. Tegwalljong má kontinentální podnebí s chladnými zimami a teplými léty.

## Doprava
U příležitosti olympijských her byla do roku 2018 vybudována vysokorychlostní vlaková trať pro rychlovlaky KTX s rychlostí 250 km/h, která zkrátí dobu cestování ze Soulu na 50 minut.

## Ekonomika
Jednou z hlavních ekonomických aktivit je turismus - turisté navštěvují jednak místní památky (buddhistický chrám Woldžongsa), jednak chodí na túry do okolního pohoří Tchebek – na blízkou horu Gariwangsan (1560 m) nebo do národního parku Chiaksan. Nejdůležitějším zdrojem příjmů jsou však zdejší lyžařská střediska.

## Sport
V roce 2013 se zde konaly Světové zimní hry speciálních olympiád (Special Olympics World Winter Games).

### Zimní olympijské hry 2018
Pchjongčchang neúspěšně kandidoval na Zimní olympijské hry v roce 2010 a 2014, v obou případech prohrál hlasování až v posledním kole (s Vancouverem, resp. Soči).
Dne 6. července 2011 na 103. zasedání Mezinárodního olympijského výboru v jihoafrickém Durbanu získal Pchjongčchang pořadatelství zimních olympijských a paralympijských her pro rok 2018, když porazil francouzské Annecy a německý Mnichov. Byly to třetí zimní olympijské hry pořádané ve východní Asii, po ZOH 1972 v Sapporu a ZOH 1998 v Naganu, oboje v Japonsku.

## Lyžařská střediska

### Lyžařské středisko Jongpchjong (Yongpyong Ski Resort)
Toto středisko se nachází v katastru města Tegwalljong. Je to největší lyžařský a snowboardingový areál v Jižní Koreji. Zajímavostí je, že je přes prostředníka vlastněno Církví sjednocení, založenou kontroverzním "prorokem" Son-mjong Munem. Středisko hostilo v roce 2018 na ZOH soutěže v alpském lyžování.

### Alpensia
Nachází se také v katastru Tegwalljongu. Rozhodnutí o stavbě padlo v roce 2003 a bylo dokončeno v roce 2013. Má 6 svahů pro lyžování a snowboarding. V roce 2012 bylo ovšem ohroženo bankrotem s roční ztrátou 55 milionů USD. Středisko hostilo v roce 2018 na ZOH soutěže v následujících objektech:
- Alpensia Ski Jumping Stadium – skoky na lyžích, severská kombinace
- Alpensia Biathlon Centre – biatlon
- Alpensia Nordic Centre – běh na lyžích, severská kombinace
- Alpensia Sliding Centre – saně, boby a skeleton

V Alpensii se nacházela i olympijská vesnice.

## Administrativní členění okresu
Okres se dělí na 1 město (up) a 7 okrsků (mjon).
|  | - Pchjongčchang-up (Pyeongchang-eup, 평창읍) - hlavní město okresu, k roku 2010 mělo 9940 obyvatel. Ačkoli je to pořadatelské město olympijských her v roce 2018, žádné soutěže se zde konat nebudou. - Pangnim-mjon (Bangnim-myeon, 방림면) - Pongpchjong-mjon (Bongpyeong-myeon, 봉평면) - Tehwa-mjon (Daehwa-myeon, 대화면) - Tegwalljong-mjon (Daegwallyeong-myeon, 대관령면) - k roku 2010 mělo 6231 obyvatel. Bude hlavním dějištěm olympijských her v roce 2018. Nachází se zde důležité resorty Yongpyong Ski Resort a Alpensia Resort. - Činbu-mjon (Jinbu-myeon, 진부면) - Mitchan-mjon (Mitan-myeon, 미탄면) - Jongpchjong-mjon (Yongpyeong-myeon, 영평면) |